# حسين الشيخ (لاعب كرة قدم مواليد 2004)
حسين ناصر الشيخ مولود في الأحساء، السعودية، هو لاعب كرة قدم سعودي يلعب كحارس مرمى لنادي هجر.